# Élections législatives de 1988 en Haute-Savoie
Les élections législatives françaises de 1988  se déroulent les 5 et 12 juin 1988. Dans le département de la Haute-Savoie, cinq députés sont à élire dans le cadre de cinq circonscriptions.

## Élus
| Circonscription | Député sortant        | Parti                 | Parti                 | Député élu ou réélu | Parti | Parti     |
| --------------- | --------------------- | --------------------- | --------------------- | ------------------- | ----- | --------- |
| 1re             | Scrutin proportionnel | Scrutin proportionnel | Scrutin proportionnel | Jean Brocard        |       | UDF (PR)  |
| 2e              | Scrutin proportionnel | Scrutin proportionnel | Scrutin proportionnel | Bernard Bosson      |       | UDF (CDS) |
| 3e              | Scrutin proportionnel | Scrutin proportionnel | Scrutin proportionnel | Michel Meylan       |       | UDF (PR)  |
| 4e              | Scrutin proportionnel | Scrutin proportionnel | Scrutin proportionnel | Claude Birraux      |       | UDF (CDS) |
| 5e              | Scrutin proportionnel | Scrutin proportionnel | Scrutin proportionnel | Pierre Mazeaud      |       | RPR       |

## Positionnement des partis
L'UDF et le RPR se présentent unis sous l'étiquette « Union du Rassemblement et du Centre » tandis que les candidats du Parti socialiste se rangent sous la bannière de la « Majorité présidentielle pour la France unie », slogan de la campagne présidentielle de François Mitterrand.

## Résultats

### Résultats à l'échelle du département
| Parti          | Parti                               | Premier tour | Premier tour | Second tour | Second tour | Sièges |
| Parti          | Parti                               | Voix         | %            | Voix        | %           | Sièges |
| -------------- | ----------------------------------- | ------------ | ------------ | ----------- | ----------- | ------ |
|                | Union pour la démocratie française  | 74 663       | 37,21        | 40 014      | 33,84       | 4      |
|                | Divers droite                       | 18 695       | 9,32         | 10 132      | 8,57        | 0      |
|                | Rassemblement pour la République    | 11 953       | 5,96         | 27 704      | 23,43       | 1      |
|                | Union du Rassemblement et du Centre | 105 311      | 52,48        | 77 850      | 65,83       | 5      |
|                |                                     |              |              |             |             |        |
|                | Parti socialiste                    | 39 169       | 19,52        | 20 836      | 17,62       | 0      |
|                | Divers gauche (Maj. prés.)          | 25 844       | 12,88        | 19 571      | 16,55       | 0      |
|                | La France unie                      | 65 013       | 32,40        | 40 407      | 34,17       | 0      |
|                |                                     |              |              |             |             |        |
|                | Front national                      | 18 643       | 9,29         |             |             | 0      |
|                | Parti communiste français           | 9 878        | 4,92         | 0           |             |        |
|                | Régionaliste                        | 1 176        | 0,59         | 0           |             |        |
|                | Extrême gauche                      | 632          | 0,31         | 0           |             |        |
|                |                                     |              |              |             |             |        |
| Inscrits       | Inscrits                            | 337 051      | 100,00       | 204 644     | 100,00      | 5      |
| Abstentions    | Abstentions                         | 132 721      | 39,38        | 78 467      | 38,34       |        |
| Votants        | Votants                             | 204 330      | 60,62        | 126 177     | 61,66       |        |
| Blancs et nuls | Blancs et nuls                      | 3 677        | 1,8          | 7 920       | 6,28        |        |
| Exprimés       | Exprimés                            | 200 653      | 98,2         | 118 257     | 93,72       |        |

### Résultats par circonscription

#### Première circonscription (Annecy-Nord)
|                | Jean Brocard sortant réélu | UDF (PR) (URC) | 22 286 | 52,61  |  |  |  |
|                | Jean-Pierre Vialle         | PS             | 13 772 | 32,51  |  |  |  |
|                | Jacques Gonnet             | FN             | 3 695  | 8,72   |  |  |  |
|                | Jean Moget                 | PCF            | 2 610  | 6,16   |  |  |  |
|                |                            |                |        |        |  |  |  |
| Inscrits       | Inscrits                   | Inscrits       | 69 209 | 100,00 |  |  |  |
| Abstentions    | Abstentions                | Abstentions    | 25 954 | 37,5   |  |  |  |
| Votants        | Votants                    | Votants        | 43 255 | 62,5   |  |  |  |
| Blancs et nuls | Blancs et nuls             | Blancs et nuls | 892    | 2,06   |  |  |  |
| Exprimés       | Exprimés                   | Exprimés       | 42 363 | 97,94  |  |  |  |

#### Deuxième circonscription (Annecy-Sud)
|                | Bernard Bosson sortant réélu | UDF (CDS) (URC) | 22 822 | 57,84  |  |  |  |
|                | Gilbert Goy                  | PS              | 10 864 | 27,53  |  |  |  |
|                | Henri Barone                 | FN              | 3 458  | 8,76   |  |  |  |
|                | André Genot                  | PCF             | 1 684  | 4,27   |  |  |  |
|                | Bernard Nemoz                | Extrême gauche  | 632    | 1,6    |  |  |  |
|                |                              |                 |        |        |  |  |  |
| Inscrits       | Inscrits                     | Inscrits        | 63 177 | 100,00 |  |  |  |
| Abstentions    | Abstentions                  | Abstentions     | 23 177 | 36,69  |  |  |  |
| Votants        | Votants                      | Votants         | 40 000 | 63,31  |  |  |  |
| Blancs et nuls | Blancs et nuls               | Blancs et nuls  | 540    | 1,35   |  |  |  |
| Exprimés       | Exprimés                     | Exprimés        | 39 460 | 98,65  |  |  |  |

#### Troisième circonscription (Bonneville)
| Candidat       | Candidat             | Parti                      | Premier tour | Premier tour | Second tour | Second tour |  |
| Candidat       | Candidat             | Parti                      | Voix         | %            | Voix        | %           |  |
| -------------- | -------------------- | -------------------------- | ------------ | ------------ | ----------- | ----------- |  |
|                | Michel Meylan élu    | UDF (PR) (URC)             | 11 067       | 31,48        | 15 951      | 61,15       |  |
|                | Yvon Briant          | Divers droite              | 7 267        | 20,67        | 10 132      | 38,85       |  |
|                | Gabriel Grandjacques | PS                         | 6 277        | 17,85        |             |             |  |
|                | Bernard Laffin       | Divers gauche (Maj. prés.) | 4 453        | 12,67        |             |             |  |
|                | Félix Briffod        | FN                         | 4 285        | 12,19        |             |             |  |
|                | Modeste Rigot        | PCF                        | 1 809        | 5,15         |             |             |  |
|                |                      |                            |              |              |             |             |  |
| Inscrits       | Inscrits             | Inscrits                   | 62 621       | 100,00       | 62 627      | 100,00      |  |
| Abstentions    | Abstentions          | Abstentions                | 26 811       | 42,81        | 30 797      | 49,18       |  |
| Votants        | Votants              | Votants                    | 35 810       | 57,19        | 31 830      | 50,82       |  |
| Blancs et nuls | Blancs et nuls       | Blancs et nuls             | 652          | 1,82         | 5 747       | 18,06       |  |
| Exprimés       | Exprimés             | Exprimés                   | 35 158       | 98,18        | 26 083      | 81,94       |  |

#### Quatrième circonscription (Annemasse)
| Candidat       | Candidat                     | Parti                      | Premier tour | Premier tour | Second tour | Second tour |  |
| Candidat       | Candidat                     | Parti                      | Voix         | %            | Voix        | %           |  |
| -------------- | ---------------------------- | -------------------------- | ------------ | ------------ | ----------- | ----------- |  |
|                | Claude Birraux sortant réélu | UDF (CDS) (URC)            | 18 488       | 46,87        | 24 063      | 55,15       |  |
|                | Robert Borrel sortant        | Divers gauche (Maj. prés.) | 15 082       | 38,24        | 19 571      | 44,85       |  |
|                | Bernard Fachon               | FN                         | 3 309        | 8,39         |             |             |  |
|                | Élisabeth Lavy               | PCF                        | 1 390        | 3,52         |             |             |  |
|                | Marc Taponier                | Régionaliste               | 1 176        | 2,98         |             |             |  |
|                |                              |                            |              |              |             |             |  |
| Inscrits       | Inscrits                     | Inscrits                   | 66 386       | 100,00       | 66 372      | 100,00      |  |
| Abstentions    | Abstentions                  | Abstentions                | 26 368       | 39,72        | 22 056      | 33,23       |  |
| Votants        | Votants                      | Votants                    | 40 018       | 60,28        | 44 316      | 66,77       |  |
| Blancs et nuls | Blancs et nuls               | Blancs et nuls             | 573          | 1,43         | 682         | 1,54        |  |
| Exprimés       | Exprimés                     | Exprimés                   | 39 445       | 98,57        | 43 634      | 98,46       |  |

#### Cinquième circonscription (Thonon-les-Bains)
| Candidat       | Candidat                     | Parti                      | Premier tour | Premier tour | Second tour | Second tour |  |
| Candidat       | Candidat                     | Parti                      | Voix         | %            | Voix        | %           |  |
| -------------- | ---------------------------- | -------------------------- | ------------ | ------------ | ----------- | ----------- |  |
|                | Pierre Mazeaud sortant réélu | RPR (URC)                  | 11 953       | 27,03        | 27 704      | 57,07       |  |
|                | Serge Dupessey               | PS                         | 8 256        | 18,67        | 20 836      | 42,93       |  |
|                | Michel Frossard              | Divers gauche (Maj. prés.) | 6 309        | 14,27        |             |             |  |
|                | Paul Neuraz                  | Divers droite              | 6 285        | 14,21        |             |             |  |
|                | Yves Sautier                 | Divers droite              | 5 143        | 11,63        |             |             |  |
|                | Daniel Lacroix               | FN                         | 3 896        | 8,81         |             |             |  |
|                | Philippe Guichardaz          | PCF                        | 2 385        | 5,39         |             |             |  |
|                |                              |                            |              |              |             |             |  |
| Inscrits       | Inscrits                     | Inscrits                   | 75 658       | 100,00       | 75 645      | 100,00      |  |
| Abstentions    | Abstentions                  | Abstentions                | 30 411       | 40,2         | 25 614      | 33,86       |  |
| Votants        | Votants                      | Votants                    | 45 247       | 59,8         | 50 031      | 66,14       |  |
| Blancs et nuls | Blancs et nuls               | Blancs et nuls             | 1 020        | 2,25         | 1 491       | 2,98        |  |
| Exprimés       | Exprimés                     | Exprimés                   | 44 227       | 97,75        | 48 540      | 97,02       |  |